# DIVA (ゲームブランド)
DIVA（ディーバ）とは日本のアダルトゲームブランドである。
かつて、エフアンドシー（F&C）グループに所属していた金杉肇が2008年に独立して創設したブランド。DIVAとはイタリア語で「歌姫」を表す言葉である。
2008年10月31日に第1作『冬のロンド』を発売。2009年5月28日には公式Webサイトがリニューアルされた。その後「TECH GIAN」2009年10月号にて第2作『こいらぼ』が発表された。
『こいらぼ』は、その後『こいらぼ［KOI-LABO.］』とタイトルが修正され、2010年2月26日に発売された。